# Stadion Sportkompleks Abdysh-Ata
Das Stadion Sportkompleks Abdysh-Ata ist ein Fußballstadion in der kirgisischen Stadt Kant. Es ist die Heimspielstätte des Fußballvereins Abdish-Ata Kant aus der nationalen Top Liga. Die Anlage bietet auf den Rängen 3000 Plätze, aber verfügt nicht über eine Flutlichtanlage.